# Oldenlandia tenerrima
Oldenlandia tenerrima là một loài thực vật có hoa trong họ Thiến thảo. Loài này được Markgr. mô tả khoa học đầu tiên năm 1951.